# Finley (Dakota du Nord)
Pour les articles homonymes, voir Finley.
La ville de Finley est le siège du comté de Steele, dans l’État du Dakota du Nord, aux États-Unis. Sa population, qui s’élevait à 445 habitants lors du recensement de 2010, est estimée à 416 habitants en 2019.

## Histoire
Finley a été fondée en 1897. En 1919, le siège du comté a été transféré de Sherbrooke, aujourd’hui une ville fantôme, à Finley.

## Démographie
| 1910 | 1920 | 1930 | 1940 | 1950 | 1960 |
| ---- | ---- | ---- | ---- | ---- | ---- |
| 516  | 599  | 587  | 677  | 671  | 808  |

| 1970 | 1980 | 1990 | 2000 | 2010 | - |
| ---- | ---- | ---- | ---- | ---- | - |
| 809  | 718  | 543  | 515  | 445  | - |